# Thienemanniella spreta
Thienemanniella spreta är en tvåvingeart som först beskrevs av Roback 1962.  Thienemanniella spreta ingår i släktet Thienemanniella och familjen fjädermyggor. Inga underarter finns listade i Catalogue of Life.